# Distrito electoral de Lancaster (condado de Lancaster, Nebraska)
Lancaster (en inglés: Lancaster Precinct) es un distrito electoral ubicado en el condado de Lancaster en el estado estadounidense de Nebraska. En el Censo de 2010 tenía una población de 622 habitantes y una densidad poblacional de 23,28 personas por km².

## Geografía
Lancaster se encuentra ubicado en las coordenadas 40°49′50″N 96°35′34″O / 40.83056, -96.59278. Según la Oficina del Censo de los Estados Unidos, Lancaster tiene una superficie total de 26.72 km², de la cual 26.7 km² corresponden a tierra firme y (0.07%) 0.02 km² es agua.

## Demografía
Según el censo de 2010, había 622 personas residiendo en Lancaster. La densidad de población era de 23,28 hab./km². De los 622 habitantes, Lancaster estaba compuesto por el 96.62% blancos, el 0.48% eran afroamericanos, el 0.16% eran amerindios, el 1.77% eran asiáticos, el 0% eran isleños del Pacífico, el 0% eran de otras razas y el 0.96% pertenecían a dos o más razas. Del total de la población el 1.45% eran hispanos o latinos de cualquier raza.